# Kuwait Petroleum International
Kuwait Petroleum International, KPI, statligt kuwaitiskt oljebolag. KPI är ett dotterbolag till Kuwait Petroleum Corporation.
KPI drev tidigare en kedja av bensinmackar i Sverige under namnet Q8. Den svenska bensinstationskedjan övertogs från Gulf. Numera äger de gemensamt med Oljekonsumenternas förbund (OK) aktiebolaget OKQ8 som förvaltar både OK:s och Q8:s samtliga bensinmackar.
Namnet "Q8" är något av en ordvits, då det på engelska uttalas ungefär som Kuwait.